# Josef Seidel

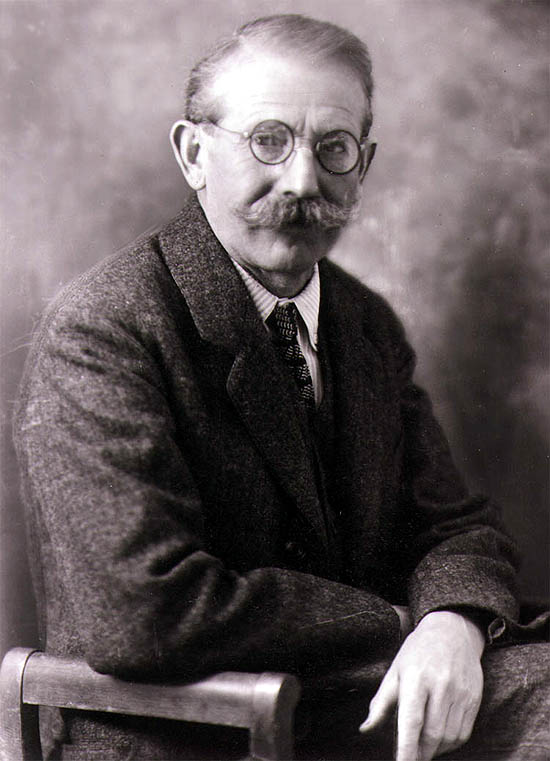
Josef Seidel

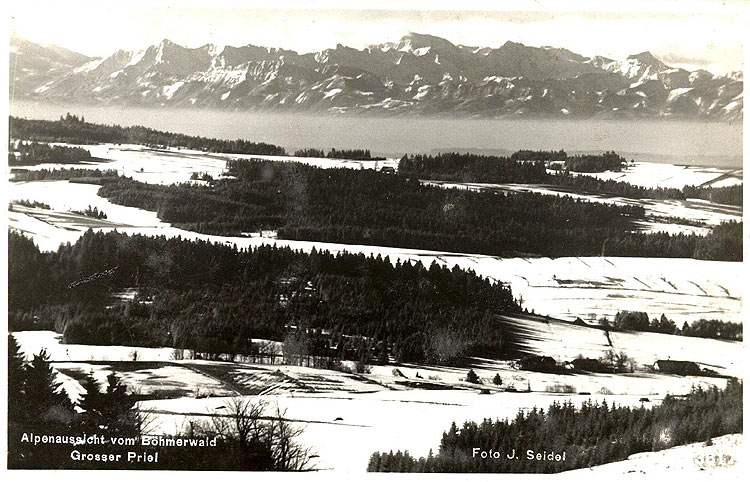
Alpenaussicht vom Böhmerwald

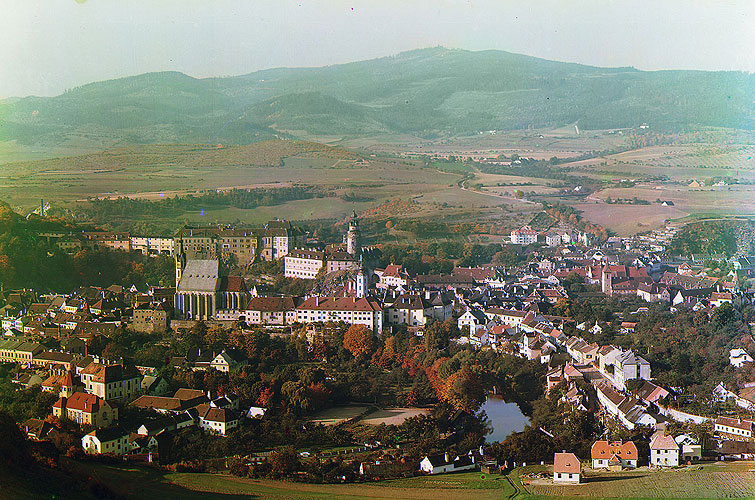
Farbfotografie von Krumau

Josef Seidel (* 2. Oktober 1859 in Hasel bei Teschen, heute Česká Kamenice; † 21. Oktober 1935 in Český Krumlov, deutsch: Krumau) war ein deutsch-böhmischer Fotograf.
Josef Seidel lernte den Beruf des Fotografen und zog als Gehilfe durch Siebenbürgen, Ungarn, Böhmen und Österreich. In Wien arbeitete er zwei Jahre bei einer Firma, die Fotoplatten produzierte. 1886 kam Seidel nach Krumau in den Böhmerwald, wo er bei Gottfried Zimmer als Leiter dessen Fotoateliers in Krumau, Linzer Straße 64, arbeitete und dieses nach zwei Jahren übernahm.
Er wurde bald sehr erfolgreich, vor allem mit der fotografischen Dokumentation der Landschaft und der Orte des Böhmerwaldes. Er fotografierte auch auf Schiern und es entstanden Aufnahmen auf Diapositiven, die meisterhaft koloriert wurden. Um 1920 schuf Seidel die ersten Panoramaaufnahmen, ein aus 28 Aufnahmen als Leporello erschienenes Böhmerwaldpanorama. Er war einer der ersten Fotografen in Südböhmen, die die Autochrom-Technik zur Herstellung von Farbansichtskarten verwendeten. Nebenbei hatte er außerdem einen Ansichtskartenverlag. Seidel schuf eine der umfangreichsten Bilddokumentensammlung der Böhmerwaldregion zu seiner Zeit.
Nach Josef Seidels Tod 1935 übernahm sein Sohn Franz den Betrieb, bis dieser von den Kommunisten 1949 enteignet wurde.

## Würdigung
- Das Museum Fotoatelier Seidel wurde 2005 im Haus mit dem ehemaligen Atelier in der Linecká 272 in Krumau eingerichtet.
- Die Ausstellung Josef Seidel (1859–1935) – Krumlov zur Zeit Egon Schieles. war im Egon Schiele Art Centrum vom 16. Mai 2020 bis 31. Januar 2021 zu sehen.